# クリスタ・テレ
クリスタ・テレ（Christa Théret、1991年6月25日 - ）は、フランスの女優。

## 略歴
フランスの首都パリで出生。2003年、11歳だった時、パリの18区にある前期中等教育学校コレージュ・アントワーヌ・コワズヴォの校庭でキャスティングディレクターによって見出され、それから、ホセ・ガルシアの娘役をコスタ＝ガヴラス監督によるスリラー映画『斧』 Le Couperet (ドナルド・E・ウェストレイクの同名小説の映画化)において演じた。
2007年、第60回カンヌ国際映画祭のある視点部門において出品されたローラ・ドワイヨン監督の映画『Et toi, t'es sur qui ?』で10代のゴスであるジュリー役を演じた。
2008年、17歳の時、自らの俳優としてのキャリアをさらに追求するため学校を中退し、やがて、Lisa Azuelos監督による2008年のコメディ映画『LOL（ロル） 〜愛のファンタジー〜』においてメインキャストのひとりとして出演、同映画でソフィー・マルソー演じるアンヌの娘ローラを演じて第35回セザール賞有望若手女優賞にノミネートされた。
ベルトラン・ブリエ監督の2010年8月公開映画『Le Bruit des glaçons』にエヴゲーニャ役でジャン・デュジャルダン、アルベール・デュポンテルと共演。2010年11月公開、フアード・ベンハムー監督のホラー映画『Le Village des ombres』にエマ役で出演。同年、テレビシリーズ『Contes et nouvelles du XIXe siècle』にゲスト出演した。
2011年に公開されたエマニュエル・ミレ監督の映画『La Brindille』に主演し、第37回セザール賞有望若手女優賞にノミネートされた。2012年には『ルノワール 陽だまりの裸婦』に出演し、第19回リュミエール賞にノミネートされた。
2013年には、第63回ベルリン国際映画祭にてシューティング・スター賞を受賞した。

## フィルモグラフィ
- 斧 Le Couperet (2005年) - 日本では劇場未公開。第13回フランス映画祭横浜2005にて上映
- Et toi, t'es sur qui ? (2007年)
- LOL（ロル） 〜愛のファンタジー〜 LOL (2008年) - 日本では劇場未公開
- Contes et nouvelles du XIXe siècle (2010年) - テレビシリーズ（シーズン3の第3話 Le mariage de Chiffon のみ出演）
- Le Bruit des glaçons (2010年)
- Le Village des ombres (2010年)
- Mike (2011年)
- La Brindille (2011年)
- Voie Rapide (2011年)
- ルノワール 陽だまりの裸婦 Renoir (2012年)
- ヴィクトル・ユゴー 笑う男 L'Homme qui rit (2012年) - 日本では劇場未公開
- L'Affaire SK1 (2014年)
- Deux (2015年) - テレビ映画
- ロング・ウェイ・ノース 地球のてっぺん (2015年、アニメーション)
- 冬時間のパリ Doubles Vies (2018年)